# Ultimate Comics All New Spider-Man
Ultimate Comics: All New Spider-Man es un cómic book publicado en el año 2011 por Marvel Comics, como parte de un relanzamiento de Ultimate Marvel. Esta sirve como una continuación de Ultimate Comics: Spider-Man, así como una serie totalmente nueva que narra las aventuras de Miles Morales, un chico de 13 años que obtiene sus poderes antes de que Spider-Man (del universo ultimate mas no el original) muriera. Está escrito por el guionista Brian Michael Bendis, y esta dibujado por Sara Pichelli.

## Comienzo
Después del número 160 de Ultimate Spider-Man, se creó una miniserie llamada Ultimate Fallouts para explicar el porqué del asesinato de Peter Parker. En el número 4 de la serie se dio el primer vistazo del sucesor de Peter, Miles Morales. Al terminar la misma en el número 5 se hizo la serie Ultimate Comics: All New Spider-Man refiriendo el "All-New"  como al nuevo Spider-Man.

## El resurgimiento
11 meses antes de la muerte de Peter en la compañía de Oscorp un científico llamado Dr. Markus utiliza sangre de Parker para recrear la fórmula Oz que creó a la araña genéticamente que mordió a Peter Parker, mientras que Norman Osborn le cuenta la historia de Aráchne (igual que en Ultimate Spider-Man #1), pero cuando lo amenaza de que si dice algo al mundo lo matará, mueve tanto al científico, que mueve la caja que contenía a la araña, y esta escapa sin que nadie se dé cuenta...
Esa noche, el ladrón conocido como El Merodeador, entra a Oscorp justo antes de que lo clausuraran, pero sin darse cuenta, la araña entra en su saco.
En otra parte de la ciudad, un chico de color llamado Miles Morales, quien no tiene muchas oportunidades de estudio, gana en un sorteo para entrar en una de las más prestigiosas escuelas del país. Cuando Miles va con su tío a decirle su buena noticia (quien su padre le dice que no se le acerque por conflictos familiares), él le ofrece una paleta de hielo, hasta que de un saco, sale una araña con un signo raro, y al parecer, por no haber comido en días (revelándose de que el tío de Miles, en realidad es El Merodeador), la araña muerde a Miles, y este empieza a convulsionar y a escupir saliva. Al despertar, Miles ve que su padre salió a buscarlo y lo encontró en el departamento de su tío, pero al empezar a discutir, Miles corre tanto como puede y cuando había unos hombres cargando un vidrio, Miles salta muy alto, y ve que ahora tiene una agilidad asombrosa, y cuando pasa el padre de Miles sale a buscarlo, pasa junto a él y no lo ve, entonces Miles se da cuenta de que es invisible. Cuando Miles decide volver a la escuela en su cuarto, vuelve a ser visible, pero unos chicos matones le dicen que le den un IPad o algo, y Miles los toca y de repente les da un toque eléctrico y los noquea. En la escuela, en su cuarto, Ganke, un compañero de cuarto y mejor amigo de Miles, está construyendo una Estrella de la Muerte de LEGO´S, pero cuando Miles entra por la ventana, Ganke cree que es un fantasma, hasta que Miles se vuelve visible de nuevo, entonces Miles teme ser un mutante debido a que su padre los odia.
En casa, Miles tiene un mensaje de Ganke, diciéndole que Miles no es un mutante, sino Spider-Man, diciendo que encontró en uno de los reportajes del Daily Bugle algo acerca del origen de Spide-man, quien también fue mordido por una araña. Entonces Miles, decide escalar la pared con esperanza de que no se adhiera, pero para su sorpresa, sí se adhiere mientras dice: ¡Oh, oh!
Al otro día, Ganke le dice a Miles que sea un héroe como Spider-Man, pero él no quiere, hasta que ven a un edificio en llamas, y Miles instintivamente, va a ayudar, pero al salir, vomita debido a que le da náuseas desobedecer a su padre.
Cuatro días más tarde, por la noche, Miles sueña con Electro (villano del Spider-Man original), quien le dice: ¡Spider-Man, voy a destruirte!, cosa que hace que Miles de inmediato despierte, pero no ve a Electro, y de repente el conserje aparece, despierta a Ganke y les dice que vayan al gimnasio, debido a que había una especie de duelo de superhéroes (Avengers vs New Ultimates), y Miles le dice a Ganke que lo cubra, para que salga.
Una vez afuera, ve unos rayos a unas calles (que resultaron ser los del verdadero Electro, cuando la tía May le dispara), mientras que en ese lugar, Peter Parker tiene su última batalla con el Duende Verde, justo cuando Miles está a punto de llegar, el camión explota, solo para ver a Peter morir luego de sus últimas palabras, Miles le pregunta a Gwen Stacy cual era el nombre de Spider-Man, y ella le dice: Peter Parker.
Al día siguiente Miles se siente culpable al haber sido un cobarde y no haber ayudado a Peter, y que pudo haber ayudado, pero Ganke le contradice al decir que o pudieron matarte, y le dice que si tal vez sus poderes no eran para ayudar a Peter, tal vez eran para sucederle, y le ofrece otra vez ser un héroe, a lo que finalmente Miles responde que sí, pero no sin antes honrar a su antecesor: Peter Parker.
En el funeral de Peter, Miles y Ganke ven a una niña quemada diciéndole a la tía May que alguna vez Spider-man la salvó de morir en un incendio, y después la niña abraza a la tía mientras entran en la iglesia con Tony Stark, excepto Gwen, quien se distrae cuando Miles le pregunta por qué Peter se volvió Spide-man, y ella le dice que él no pudo salvar a su tío, el hombre que lo crio, sin importar lo que hiciera, cosa que hace que Miles se dé cuenta de que él tampoco pudo salvar a Peter sin importar lo que hiciera, y Gwen le dice que las últimas palabras de Ben fueron: Un gran poder, conlleva una gran responsabilidad, y Miles finalmente entiende lo que debió haber hecho.
Ganke sabe que si Miles va a ser un superhéroe, va a necesitar un traje, y este usa un disfraz barato de Halloween de Spider-Man por el momento. Él se sorprende al ver cuan genial es ir en saltos como Spider-Man y que tan divertido es, hasta que ve al supervillano conocido como Canguro y decide enfrentarlo para practicar (la pelea aparece en Ultimate Fallouts #4).
Después, Ganke ve que el Bugle también está destrozando a Miles igual que a Parker, y ahora sabe que el traje de Peter ya es de Mal Gusto, y de repente llega el conserje y Miles se esconde en las cobijas (debido a que llevaba el traje), y Ganke los encubre por haber cerrado la puerta.
Después, Miles sale de nuevo para continuar, hasta que aparece Spider-Woman, quien se enoja por llevar traje y poderes arácnidos, y Miles intenta alejarse hasta que Spider-Woman desenmascara a Miles y lo enreda, y Miles queda perplejo al ver que le falta telaraña, pero decide huir, y al no entender aun su Sentido Arácnido, se noquea al no voltear y ver un satélite. Spider-Woman lleva a Miles al Triskelion, donde Nick Fury le revela que sabe todo acerca de Miles y su familia, incluyendo la actividad criminal de su tío. Después de ayudar a S.H.I.E.L.D. a detener a Electro, Nick le entrega una versión negro y rojo del traje de Spider-Man, que hace que se sienta "oficialmente" el nuevo Spider-Man. Después de que los periódicos empezaran a reportar la noticia de un nuevo Spider-Man, Aaron, el hermano del padre de Miles, deduce que es realmente Miles, y se ofrece a entrenar a este y trabajar con él. Después de que Aaron utilizara a Miles permanentemente para enfrentar a el señor del crimen mexicano el Escorpión, el chico se da cuenta de que está siendo explotado, y se niega a ayudar a su tío, a pesar de la amenaza de Aaron para informar al padre de Miles de su secreto. Esto lleva a un enfrentamiento que termina en la muerte de Aaron, luego de un mal funcionamiento de uno de sus guantes de poder. Después de eso Spider-Man es públicamente implicado en la muerte de Aaron, para después encontrarse con May Parker y Gwen Stacy, quienes le entregan a Miles los lanzaredes originales de Peter para que los use y salve a Steve Rogers, que había vuelto como Capitán América contra el RHINO. Al enfrentarse al mismo, el Capitán llega a la conclusión de que Miles puede ser un héroe pero solo con entrenamiento.
Una vez terminado este capítulo, todo lo demás pasa en el crossover: Spider-Men, donde Miles conoce al Spider-Man clásico. 
Días luego, en la compañía Roxxon, se libera el trabajo de toda la vida de Richard Parker: Venom. La reportera del Bugle, Betty Brant, decide investigar, pero aparece Venom y la asesina en su casa.
En otra parte de la ciudad, Miles va como Spider-Man columpiándose, hasta que se cae y se da cuenta de que necesita más fluido de telaraña.
En el Bugle, J.J.Jameson recibe la visita de Maria Hill, la exagente de SHIELD, quien lo entrevista para saber que tipo de relación tenía con Peter cuando vivía.
En la escuela, Miles ve a Ganke, quien le enseña con un IPad el vídeo de Spider-Man cayéndose, y éste le dice: Se me acabó. Miles, al llegar a casa, encuentra reporteros en, diciendo que el padre de Miles, Jefferson, luchó contra agentes de HIDRA y ganó, pero Jefferson los hecha, y cuando les cuestiona como supieron la dirección de su casa, aparece Venom y mata a los reporteros y deja gravemente herido a Jefferson; Venom desaparece y su madre lleva a Jefferson al hospital en el que trabaja, pero Venom la sigue. En el departamento, Miles y Ganke son visitados por Mary Jane y Gwen Stacy quienes les explican que es a lo que se enfrentan, pero entonces su conversación se interrumpe por la llega de la detective Maria Hill, quien es informada sobre el ataque de Venom en el hospital donde esta Jefferson.
Miles corre sin despedirse y se pone su traje de Spider-Man. En el hospital, Miles contraataca a Venom, y descubre que su toque venenoso es lo único que lo hiere, hasta que la policía llega y se lleva a los enfermos, y entonces Venom aparentemente consume a Miles, frente a su madre, y Venom se conecta de momento a los recuerdos del chico, y se da cuenta de que Peter ha muerto, y le dice a la madre de Miles que su hijo es Spider-Man: Lo sé...! ahora ya lo se lo siento, tu hijo... , y entonces Miles crea un toque venenoso tan fuerte, que Venom explota, y aparentemente muere, pero como los policías disparaban a Venom, continuaron dándole a Spider-Man por error, pero entonces, su madre se interpone, y por error, una de las balas le da en el corazón de la madre del chico, y Miles llama a un doctor, pero aparentemente todos ellos se fueron junto con el resto de los pacientes. Ahora, sin nada que poder hacer, la madre de Miles le dice sus últimas palabras, que fueron: Mira... mira lo que puedes hacer. Miles, no quiero que le digas de esto a tu padre, el-- el--,  y la madre de Miles muere en manos de su hijo, y toda la prensa ve lo sucedido, junto con Ganke, MJ y Gwen, quienes fueron a ver lo que pasaba.
Al día siguiente, Miles despierta y huele a que alguien cocina, pero al creer que era su madre, resultaron ser Ganke (quien prometió a Jefferson cuidar de Miles hasta que se recuperara), y Miles corre a su cuarto, cierra la puerta, y se pone a llorar, destruyendo su traje de Spider-Man gritando: ¡No más, no más!!.
Un año después, el padre de Miles esta mejor y ya cuida de él, pero Miles, ahora de catorce años y con novia, ya no es Spider-Man, y a pesar de que Ganke sea su compañero de cuarto, ya no le habla a Miles. Este y Jeffeson deciden conversar en un restaurante, donde resulta que Gwen Stacy es una camarera, pero de pronto aparecen dos tipos, haciéndose llamar Cloak y Dagger, quienes luchan contra la criminal Bombshell. Ellos empiezan a destruir el restaurante, y Gwen le dice a Miles que saque a su padre, creyendo que volvería para regresar como Spider-Man, pero no lo hace, y al salir, encuentra a Miles tomando un taxi, y ella lo golpea, llamándolo Cobarde, mientras que los chicos,Cloak y Dagger desaparecen.
En casa de Peter Parker, Gwen llega y le cuenta todo a May, y ésta le dice que Miles debe tomar la decisión sobre quien quiere ser, y Gwen le manda un mensaje a Ganke, acerca de lo ocurrido, solo para que este se moleste con él.
Miles y su padre intentan volver a pasar tiempo juntos, cuando Jefferson decide descansar. Entonces Miles entra a su cuarto, se encuentra con Spider-Woman triste, y ella le recuerda que durante la guerra de SHIELD, éste le preguntó cual era su relación con ella. Le explica que Roxxon una vez tomó ADN de Peter Parker y lo uso para crear clones, entre ellos, ella. Y que a su vez Roxxon, Oscorp y otras organizaciones crearon al Capitán América, a Hulk, y hasta las arañas que crearon a los dos Spider-Man (el vivo y el muerto), pero que a pesar de que ella tiene su ADN, no es Spider-Man, mientras que Miles si lo es. Esto hace que Miles se percate de que Roxxon fue quienes mataron a su madre al crear a Venom y Miles, a pesar de fallar, intentó salvarla, por lo que este regresa a ser Spidey.
En el camino, Jessica y Miles buscan a Bombshell quien los ayuda a enfrentar a Taskmaster, que finalmente es derrotado por Cloak y Dagger. 
Los cinco llegan a Roxxon, donde acaban con los guardias y Miles va por el jefe de Roxxon, quien le revela que sabe su identidad desde antes que S.H.I.E.L.D. y mando a Venom a propósito para que matara a su madre y Miles renunciara, pero S.H.I.E.L.D. aparece en ese momento y arrestan a los de Roxxon.
Al día siguiente, Jessica Drew le lleva expedientes de Miles, Cloack y Dagger, y Bombshell para aclarar a S.H.I.E.L.D que ellos pueden ser reclutados.
Lo siguiente ocurre en Ultimate Comics: Cataclysm.
Seguido de estos eventos, la historia regular sigue en Miles Morales: Ultimate Spider-Man.

## Personajes principales
- Miles Morales: Tras la muerte de Peter Parker, el joven afroamericano toma la identidad de el Hombre Araña.
- Peter Parker/Spider-Man: después del Ultimatum, peleó su última batalla contra los 6 siniestros y en la misma falleció y por eso Miles lo reemplaza en el papel de Spider-Man.
- Ganke: el mejor amigo de Miles, es quien le dice que debe ser un superhéroe como lo era Peter.
- Jefferson y Río: padres de Miles, no saben nada acerca de la identidad secreta de su hijo.
- Tía May, Gwen Stacy: la tía y amiga de Peter viven en Forest Hills y se enteran de la aparición de un nuevo Spider-Man y por eso van a verlo para entregarle los lanzarredes de Peter para que se convierta en un superhéroe.

## Villanos
- Aaron Davis/Prowler: tío de Miles y ladrón con un poder de descarga eléctrica que le brindó Tinkerer, ingresó a la vieja compañía de Oscorp para robar y sin querer se llevó consigo la araña que mordió a Miles y le dio sus poderes, actualmente está muerto debido a un enfrentamiento con su sobrino.
- The ringer: el anillero es un antiguo enemigo del viejo Spider-Man quien se enfrenta con el nuevo Spider-Man, con terribles resultados.
- Kangaroo: fue el primer adversario al cual se enfrentó Miles. Puede saltar una gran altura, actualmente está en prisión.
- Baltroc el saltador: el primer villano nuevo en el universo Ultimate, que se ha enfrentado a Miles Morales.

## Cameos
Al igual que en la primera serie de Ultimate Spider-Man, se realizan varios cameos, principalmente del Universo Marvel principal:
Número #2
- Ganke Lee porta una camiseta con la imagen del personaje Leap-Frog aunque con el nombre cambiado a Frog-Man.
- Se puede ver que la foto de correo de Ganke es un dibujo de Fin Fang Foom.

Número #3
- En este número Ganke lleva una camiseta con la imagen de Howardd The Duck.

Número #8:
- En el departamento de policía se puede ver a un hombre con obesidad arrestado, vistiendo el mismo traje que Richard Rider del Universo Marvel principal y gritando acerca de un "Cubo Cósmico".

Número #9:
- En la guarida del Tinkerer, detrás de Escorpión se puede ver la armadura de Torbellino del Universo Marvel principal.

Número #